# Atlantis (nakladatelství)
ATLANTIS, spol. s r.o je nakladatelství, které bylo založeno jako družstvo v únoru 1989 z podnětu pěti tehdejších mladých brněnských disidentů. Snažilo se využít tehdejší novely zákona o družstevnictví a dosáhnout souhlasu státních orgánů s nezávislou nakladatelskou činností. Předsedou družstva se stal Jan Šabata (syn Jaroslava Šabaty).
K iniciativě se připojili zakázaní spisovatelé a v létě 1989 v Bzenci společně sestavili ediční plán z prozaických, básnických, dramatických i teoretických prací zakázaných spisovatelů. Jako obchodní společnost později nakladatelství vzniklo zápisem do obchodního rejstříku 5. října 1993.
Vydávání svého díla svěřili Atlantisu Milan Kundera, Ludvík Kundera, Petr Kabeš, Zdeněk Rotrekl, Ludvík Vaculík, ze zahraničních autorů Günter Grass. V překladu Martina Hilského vychází v Atlantisu dílo Williama Shakespeara, v překladu Anny Kareninové dílo Louise Ferdinanda Célina a Ezry Pounda, v překladu Růženy Ostré dílo Benoîta Duteurtra. K autorům Atlantisu patří dále Jana Červenková, Miloš Doležal, Václav Chochola, Milan Jungmann, Pavel Švanda, Jan Trefulka, Milan Uhde, Zdeněk Urbánek a další.

## Ocenění
- 1996 – Cena města Havlíčkova Brodu – Hlavní cena nakladatelství Atlantis „za šíři edičního záměru a za kvalitu“.